# Венкстерн, Татьяна Владимировна
Татьяна Владимировна Венкстерн (16 марта 1917, Москва — 21 сентября 2014, Бостон) — доктор биологических наук, старший научный сотрудник ИМБ РАН имени В. А. Энгельгардта. Лауреат Государственной премии СССР (1969) за исследования по раскрытию первичной структуры валиновой тРНК.

## Биография
Из дворянского рода Венкстернов. Родилась в семье Владимира Алексеевича Венкстерна (1884—1949, Иваново) и Лидии Николаевны Венкстерн (урожд. Самгина; 1890—1973, Иваново).  В. А. Венкстерн — сын драматурга-любителя А. А. Венкстерна, учился в  Поливановской гимназии, его гимназическим другом был С.М.Соловьёв.  После смерти родителей семья Венкстернов опекала С.М.Соловьева: мать Владимира Алексеевича — Ольга Егоровна Венкстерн (урожд. Гиацинтова), была сестрой преподавателя Поливановской гимназии Владимира Егоровича Гиацинтова. В 1909 году Сергей Соловьев посвятил В.А.Венкстерну стихотворение.
Тетя Татьяны Владимировны (сестра отца) — писательница, драматург, переводчица Натальи Венкстерн.
В 1920-е годы семья Венкстерн, жила в Германии. В 1938 году В. А. Венкстерн был арестован, приговорен к 5 годам ИТЛ. Старшая сестра Т.В.Венкстерн — Лидия Владимировна Венкстерн (1914—2000; историк-медиевист, преподавала на кафедре истории древнего мира и средних веков Ивановского университета); ее муж — Рафаил Александрович Кауль (1912—1972; инженер, заведующий кафедрой Ивановского энергетического института), сын А.И.Кауля.                       
В 1936 году Татьяна Владимировна поступила на биофак МГУ, с 1939 года параллельно с учёбой работала в лаборатории Института биохимии АН СССР, возглавляемой Владимиром Александровичем Энгельгардтом.
Окончила университет в июне 1941 года. После начала войны — в эвакуации. 
Смогла возобновить научную деятельность в 1943 году благодаря помощи В. А. Энгельгардта. В 1949 году защитила кандидатскую диссертацию.
В 1959 году вместе с В. А. Энгельгардтом перешла в новый институт, названный Институтом радиационной и физико-химической биологии (ИРФХБ). В 1965 году, когда молекулярная биология получила признание, институт был переименован в Институт молекулярной биологии (ИМБ).
В середине 50-х годов после 17 лет заключения из ссылки вернулся А. А. Баев. По приглашению В.А. Энгельгардта он возглавил одну из лабораторий в новом институте, в которой стала работать Т. В. Венкстерн. Лаборатория занялась расшифровкой первичной структуры валиновой тРНК из дрожжей. Работа продвигалась успешно и была завершена в 1967 году. Это была третья по счету в мире публикация первичной структуры тРНК, и в 1969 году; авторам была присуждена Государственная премия.
В течение 20 лет Татьяна Владимировна была неизменным организатором симпозиумов по молекулярной биологии, проводившихся в рамках сотрудничества между Академией наук СССР и Немецким научно-исследовательским обществом (Deutsche Forschungsgemainschaft). Последний период ее деятельности в Институте молекулярной биологии связан с увековечиванием памяти В. А. Энгельгардта и А. А. Баева: Татьяна Владимировна считала этих выдающихся ученых своими учителями и была благодарна им всю жизнь.
В 1998 году в 80-летнем возрасте уехала в США к дочери, где и жила вплоть до 2014 года.

## Семья
Муж — Евгений Львович Броуде (1918—1941), химик, сотрудник ИОХ АН СССР, брат В.Л.Броуде; погиб на Волховском фронте.
- Дочь — Наталья Евгеньевна Броуде, доктор химических наук[7], работала в Институте химии природных соединений АН СССР, в 1991 году эмигрировала в США, в 1992—2017 гг. профессор химии Бостонского университета.[8][9][10], автор книги «Семейная хроника военного времени» (М.: Новый Хронограф, 2022). 
  - Внук — Евгений Викторович Гиндилис.

## Научные труды
Автор книг:
- Первичная структура транспортных рибонуклеиновых кислот». — М.: Наука, 1970. — 258 с.
- Спектры поглощения минорных оснований, их нуклеозидов, нуклеотидов и некоторых олигорибонуклеотидов. /Татьяна Владимировна Венкстерн, Александр Александрович Баев. — М.: Наука, 1965. — 45 c.
- Спектры поглощения минорных компонентов и некоторых олигонуклеотидов рибонуклеиновых кислот. 2-е изд., перераб. и расшир. /Татьяна Владимировна Венкстерн, Александр Александрович Баев. — М.: Наука, 1967. — 78 c.
- Мирзабеков А. Д., Баев А. А., Беляева Н. Н., Венкстерн Т. В. Академик Александр Александрович Баев. Очерки. Переписка. Воспоминания. — М.: Наука, 1998. — 520 с.